# Palacio Cortés

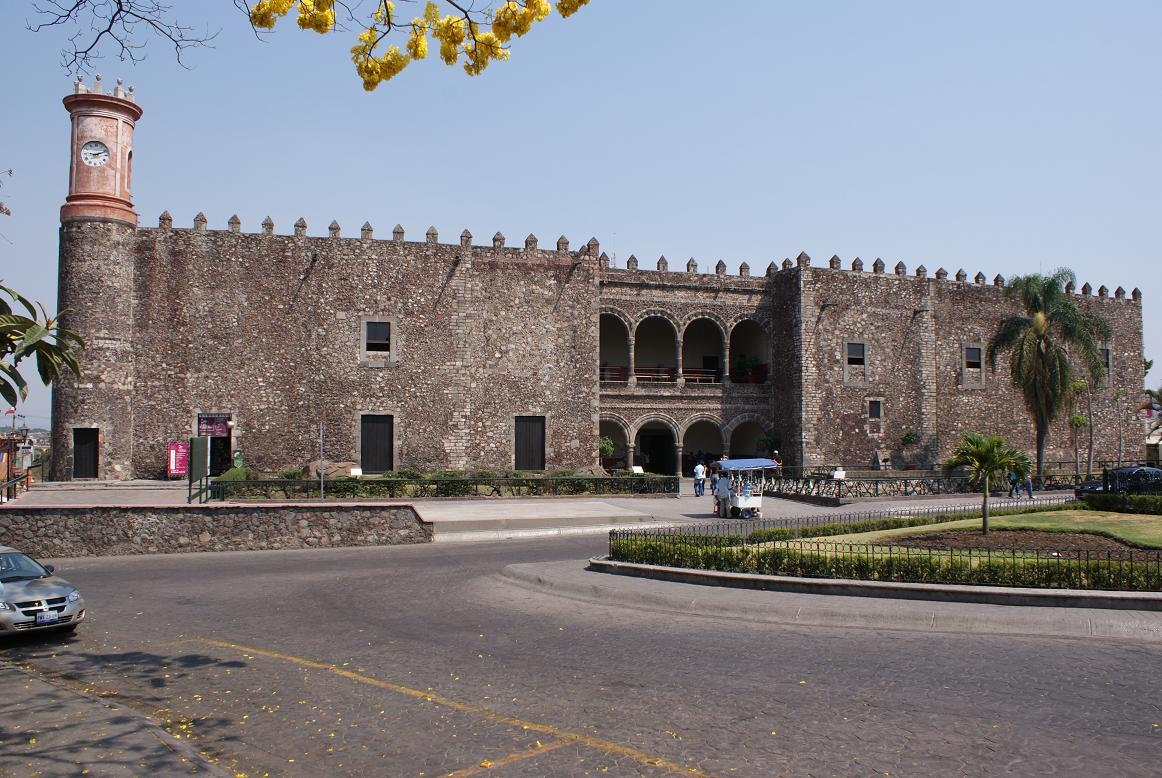
Palacio de Cortés

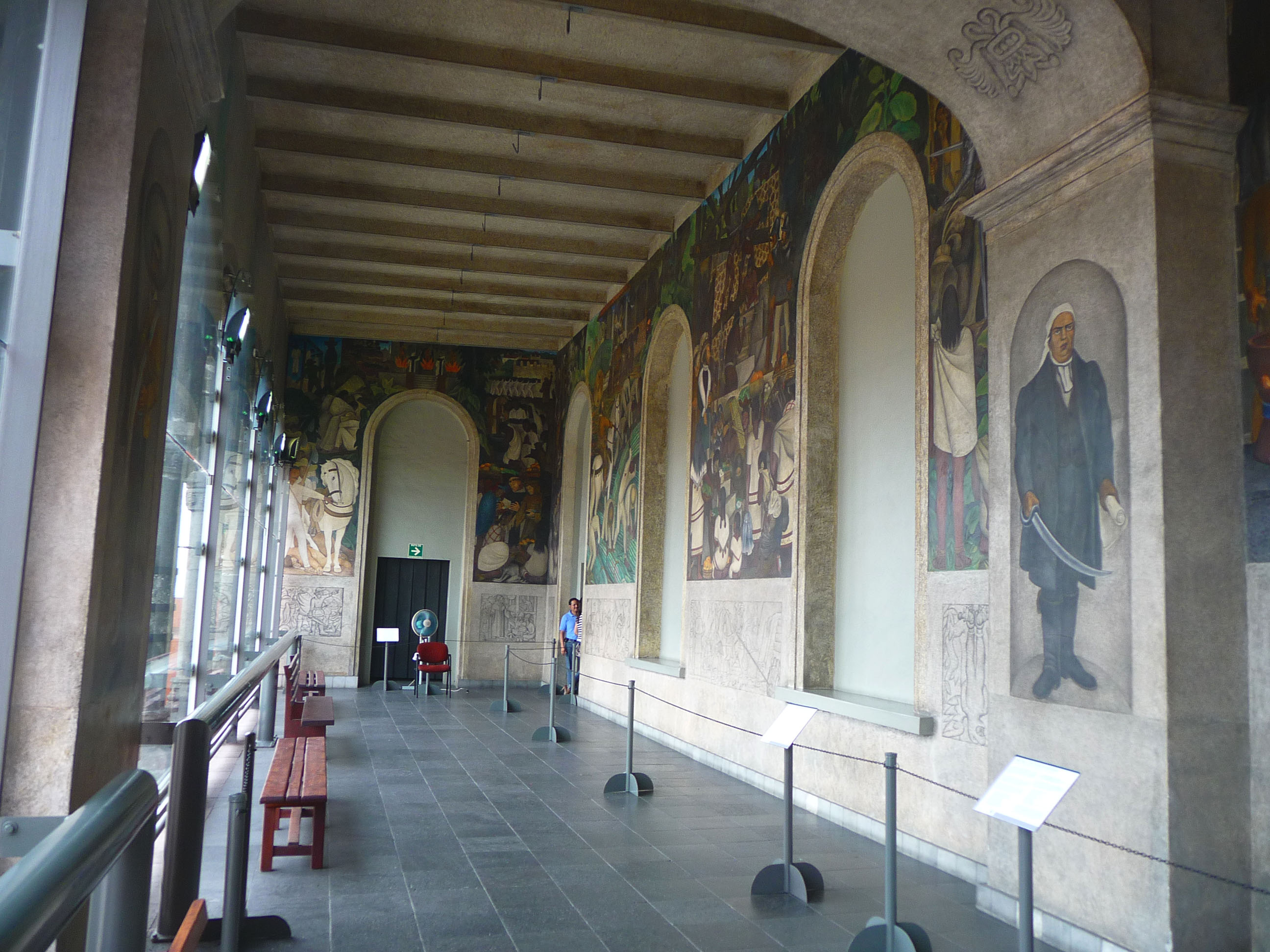
Inneres mit Wandbildern von Diego Rivera

Der Palacio de Cortés in der Stadt Cuernavaca im mexikanischen Bundesstaat Morelos ist ein bedeutender zweigeschossiger Palastbau aus dem 16. Jahrhundert. Seit dem 1. Februar 1974 beherbergt er das Museo Regional de los Pueblos de Morelos.

## Geschichte
Der Bau des Palastes wurde von Hernán Cortés (1485–1547), dem Eroberer des Aztekenreiches in den Jahren 1519–1521, im Jahr 1526 in Auftrag gegeben; nach einer Bauzeit von nur drei Jahren wurde er im Jahr 1529 fertiggestellt. Da Cortés nahezu ständig unterwegs war, konnte er selbst nur wenig Zeit hier verbringen; er starb in Spanien. Seine Frau Doña Juana Ramírez de Arellano de Zúñiga lebte jedoch mit ihren drei legitimen Kindern weiterhin hier.
In den Jahren zwischen 1747 und 1821 wurde der äußerlich festungsartige Bau als Gefängnis genutzt. Auch der Unabhängigkeitskämpfer José María Morelos war hier zeitweise eingesperrt. Im Jahr 1855 war der Bau Sitz der provisorischen Regierung Mexikos unter Juan Álvarez Benítez. Wenige Jahre später diente er Kaiser Maximilian I. als Residenz.
Im Jahr 1930 malte Diego Rivera Teile der Innenwände des Palastes mit Wandmalereien aus.

## Architektur
Der quergelagerte Palast hat große Ähnlichkeit mit dem Alcázar de Colón (Bauzeit 1510–1514) auf der Insel Hispaniola (heute Dominikanische Republik), dessen Entstehung Cortés wahrscheinlich bei seinem dortigen Aufenthalt in den Jahren 1504–1511 gesehen hatte. Von außen beeindruckt seine wehrhafte, durch Zinnen unterstützte nahezu fensterlose Architektur, die jedoch im Mittelteil durch Arkaden aufgelockert ist. Das Innere des Bauwerks birgt mehrere Innenhöfe, von denen aus Treppen ins Obergeschoss führen. Hier befinden sich mehrere Wandmalereien Diego Riveras.

## Museum
Das Museo Regional de los Pueblos de Morelos präsentiert ein breites Spektrum von weniger bedeutsamen Exponaten zur Geschichte und Kultur des Bundesstaats Morelos, darunter auch aus Xochicalco.

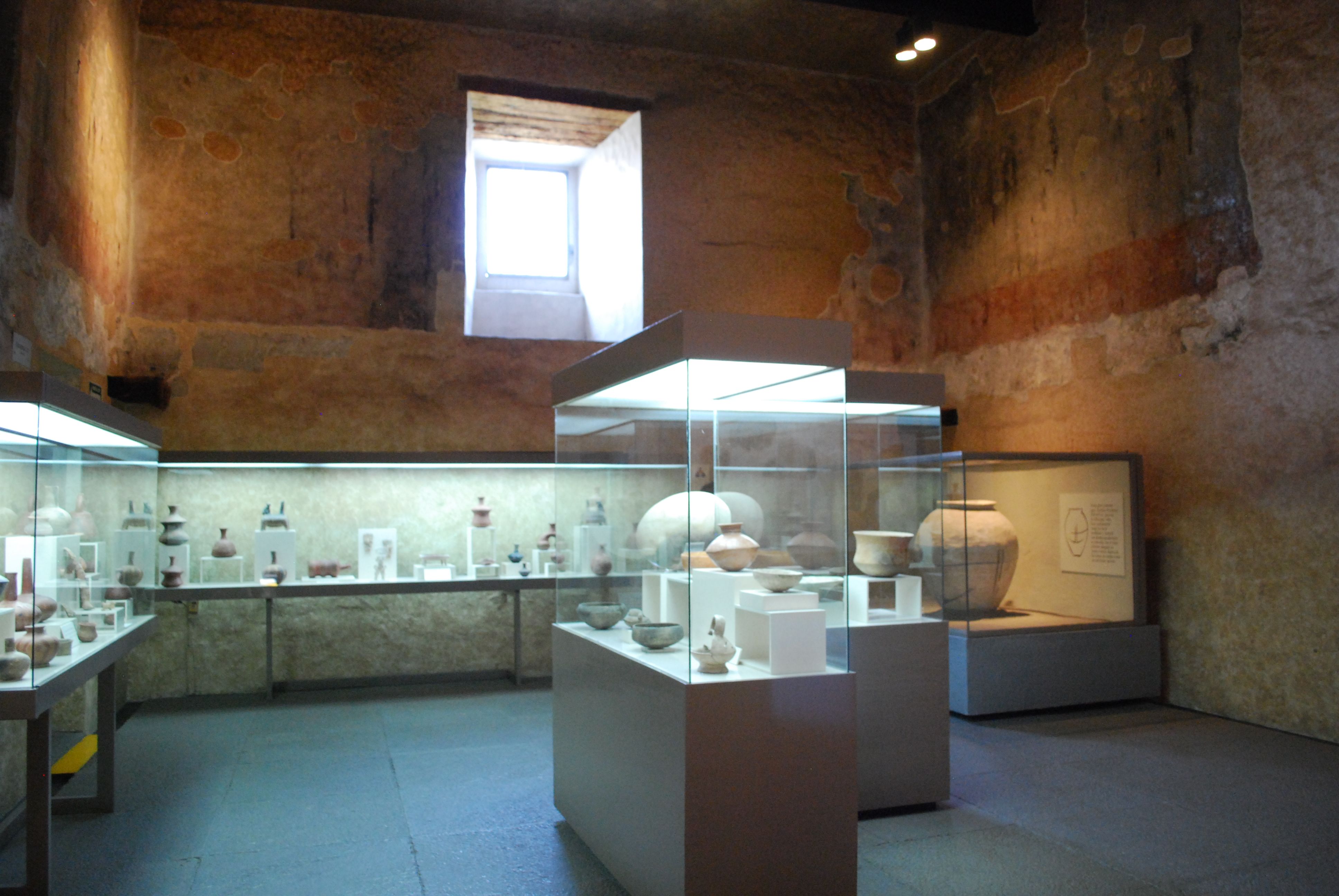
Raum mit Keramiken
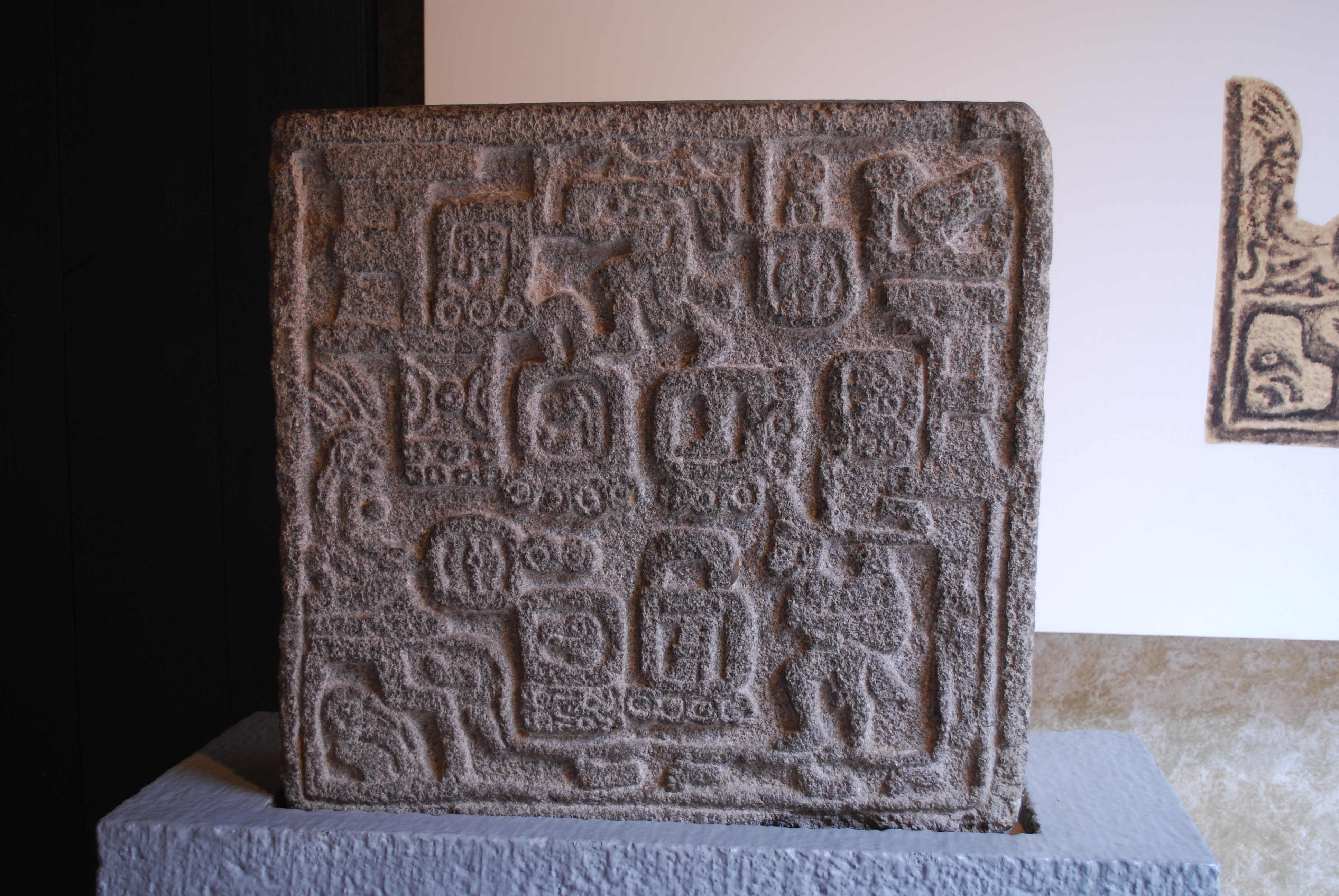
Reliefstein aus Coatlán del Río
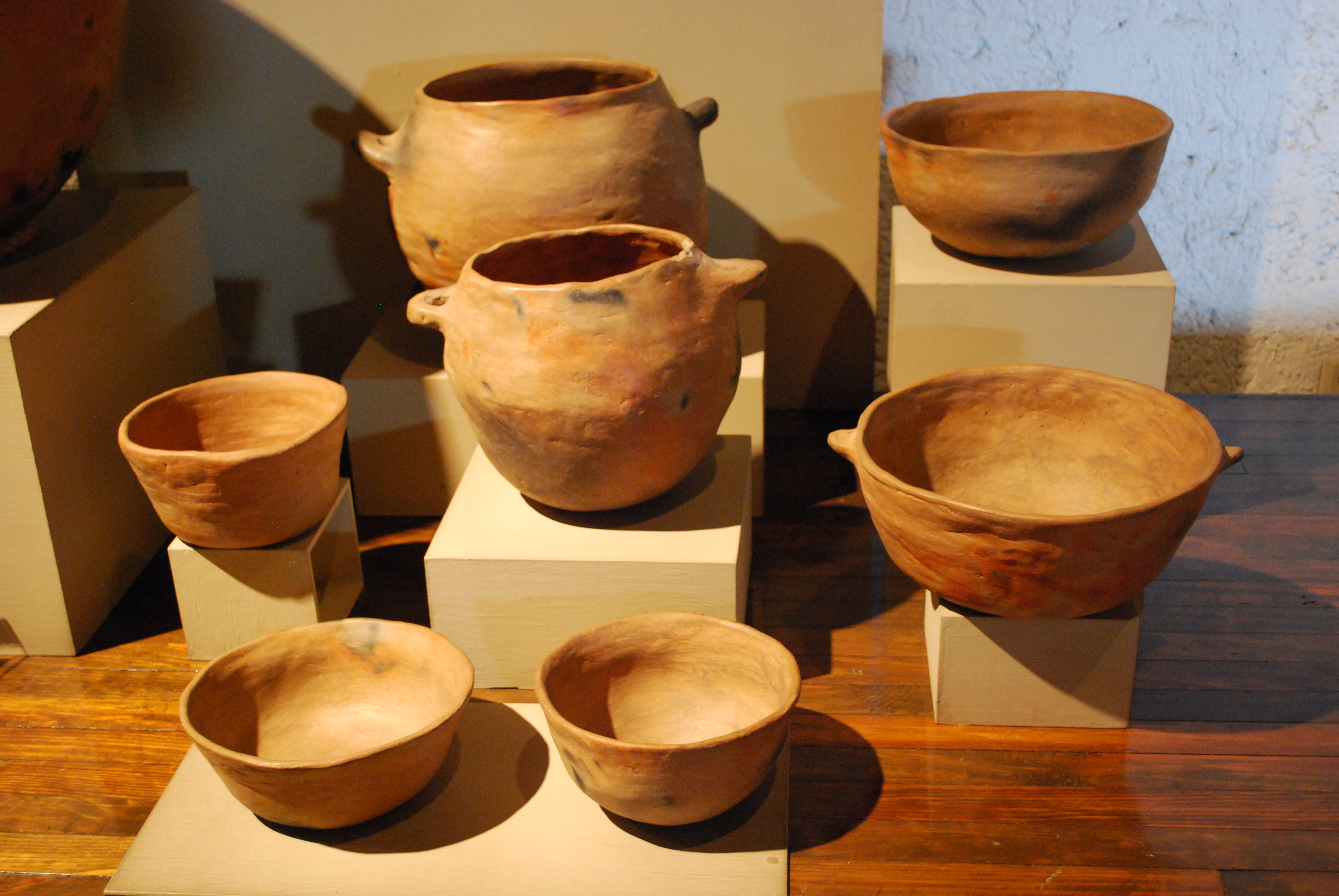
Keramik aus Cuentepec